# 旅大半島
旅大半島（りょだいはんとう、簡体字中国語: 旅大半岛、拼音: Lǚdà Bàndăo）は、中国遼寧省の南部に位置する中国の半島。主に遼東半島の先端部にある大連市旅順口区、沙河口区、中山区、西崗区及び甘井子区からなる地域を指す。